# Другий Донський округ
Дру́гий Донськи́й о́круг — адміністративна одиниця Землі Війська Донського й області Війська Донського Російської імперії.
Окружне управління було в станиці Нижньо-Чирська.

## Географія
Площа території — 23 219,7 квадратних верст.

## Історія
1803 року у Землі Війська Донського серед 7 округів було створено Другий Донський округ.

Козаки округу служили в наступних частинах:
- легка кавалерія — 4-й Донський графа Платова, 21-й, 38-й, 5-й Донський військового отамана Власова, 22-й, 39-й, 6-й Донський генерала Краснощекова, 23-й, 40-й козачі полки;
- кінна артилерія — 4-а, 11-а, 18-а Донські козачі батареї;
- окремі сотні — 2-а, 14-а, 15-а, 16-а, 17-а,
- запасні сотні — 4-а, 5-а, 6-а.

## Населення
Чисельність населення — 239 055 осіб(1897). З них військових козаків — 174 321 осіб, дворян — 1 602 осіб, селян — 51 186 осіб.

### Чисельність українців
- 5-та ревізія (1794 рік) — 4,1 тисяч осіб (7,2 %);
- 7-ма ревізія (1815 рік) — 10,3 тисяч осіб (15 ,3 %);
- 8-ма ревізія (1833 рік) — 6,3 тисяч осіб (6,6 %);
- 9-та ревізія (1850 рік) — 11,7 тисяч осіб (9,9 %);
- 10-та ревізія (1858 рік) — 15,1 тисяч осіб (10,4 %);
- перепис 1897 року — 20,7 тисяч осіб (8,7 %);
- перепис 1910—1917 року — 25,0 тисяч осіб (8,6 %).[2]

## Адміністративний поділ
В 1913 році до складу округу входило 24 волостей і станиць:
| - Бузиновська — сел. Царицинсько-Бузиновський, - Верхньо-Курмоярська — станица Верхньо-Курмоярська, - Верхньо-Чирська — станица Верхньо-Чирська, - Голубинська — станица Голубинська, - Громославська — слобода Громославська, - Добринська — слобода Добра, - Єсауловська — станица Єсауловська, - Іловлинська — станица Іловлинська, | - Калачево-Куртлацька — сел. Калачевський, - Карповська — слобода Карпівка, - Качалинська — станица Качалинська, - Кобилянська — станица Кобилянська, - Котлубанська — сел. Котлубань, - Мариновська — слобода Маринівка, - Нагавська — станица Нагавська, - Нижньо-Чирська — станица Нижньо-Чирська, | - Ново-Григорівська — станица Ново-Григорівська, - Новопетровська — слобода Новопетровська, - Потьомкінська — станица Потьомкінська, - П'ятиізбянська — станица П'ятиізбянська, - Сиротинська — станица Сиротинська, - Старо-Григорівська — станица Старо-Григорівська, - Трьох-Островянська — станица Трьох-Островянська, - Чернишевська — станица Чернишевська. |

В 1918 році до складу округу входили:
- Верхньо-Курмоярський юрт (станица Верхньо-Курмоярська),
- Верхньо-Чирський юрт (станица Верхньо-Чирська),
- Голубинський юрт (станица Голубинська),
- Есауловський юрт (станица Есауловська),
- Иловлинський юрт (станица Иловлинська),
- Качалинський юрт (станица Качалинська),
- Кобилянський юрт (станица Кобилянська),
- Краснощековський юрт (станица Краснощековська),
- Нагавський юрт (станица Нагавська),
- Нижньо-Чирський юрт (станица Нижньо-Чирська — центр),
- Ново-Григорівський юрт (станица Ново-Григорівська),
- Потьомкінський юрт (станица Потьомкінські),
- Пятиизбянський юрт (станица Пятиизбянська),
- Сиротинська юрт (станица Сиротинська),
- Старо-Григорівський юрт (станица Старо-Григорівська),
- Таубевський юрт (станица Таубевська),
- Трьох-Островянський юрт (станица Трьох-Островянська),
- Чернишевський юрт (станица Чернишевська).